# Barra do Ouro
Barra do Ouro é um município do interior do estado do Tocantins, região Norte do Brasil, localizado na região geográfica intermediária de Araguaína e na região imediata de Araguaína, a uma distância de 467 km da capital, Palmas.
Segundo o Censo 2022, a população é constituída de 4 476 pessoas, sendo 75º mais populoso do estado e o 4 455º mais populoso do Brasil. A estimativa populacional para 2024 foi de 4 641 pessoas.
Os principais setores econômicos do município são o da agropecuária e o do serviços. O PIB em 2021 foi de R$ 113 260 mil e o PIB per capita no mesmo ano foi calculado em R$ 24 237 – o 72º maior do estado e o 2 713º maior do Brasil.

## História
O surgimento do povoado que originou o município remonta ao ano de 1926, com a fixação do primeiro morador, chamado Impotêncio, também conhecido como Pé de Voga. Após 14 anos, também chegou ao local o senhor Inação, que ali estabeleceu sua família.
Em 1940, o garimpeiro Sandes Carvalho encontrou uma quantidade significativa de ouro disponível no solo da região. A área ficava na junção do córrego Bacabal com o rio Gorgulho, que passou então a ser chamado de Ribeirão do Ouro, e nascia ali a Vila Barra do Ouro.
Em 1980, a localidade, que ficava às margens do rio, sofreu com uma grande enchente. Isso fez com que os poucos moradores migrassem a vila para um local um pouco mais distante dali. Em 1990, outra inundação fez surgir o povoado de Cidade Nova, agora distante cerca de três quilômetros do rio.
Em 1992, o povoado já contava com aproximadamente 300 moradores, fazendo parte do município de Goiatins. Apesar do número relativamente pequeno, os habitantes já amadureciam a ideia da emancipação.
O desmembramento aconteceu no dia 26 de abril de 1996. O então distrito de Cidade Nova foi escolhido para ser a sede do município, que recebeu o topônimo de Barra do Ouro. A instalação ocorreu no dia 1.º de janeiro de 1997.

## Geografia
Barra do Ouro é um município do interior do estado do Tocantins, região Norte do Brasil, com sede localizada nas coordenadas 7° 41' 30" S 47° 41' 13" O, na região geográfica intermediária de Araguaína e na região imediata de Araguaína.
Na divisão de planejamento do estado, situa-se na região Norte, macrorregião Norte, a uma distância de 467 km da capital, Palmas. Limita-se com os municípios tocantinenses de Goiatins e Filadélfia, bem como com o estado do Maranhão a norte e a leste. O bioma predominante é o cerrado.

### Território
O território de Barra do Ouro ocupa uma área de 1 105 km², com 1,86 km² urbanizados. É o 84º maior município do Tocantins e o 1 315º maior do país em extensão territorial. A sede fica a uma altitude média de 205 metros.

### População
A população de Barra do Ouro é de 4 476 pessoas, segundo o o Censo 2022, o que posiciona o município como o 75º mais populoso do estado e o 4 455º mais populoso do Brasil. A estimativa populacional para 2024 foi de 4 641 pessoas.
A densidade demográfica em 2022 foi calculada em 4,05 habitantes por quilômetro quadrado, o que faz com que o município seja o 65º mais povoado do Tocantins e o 5 051º do Brasil.

## Política e administração
A estrutura administrativa de Barra do Ouro, assim como a dos demais municípios brasileiros, é definida pela Constituição de 1988, composta pelo poder executivo, chefiado pelo prefeito; e pelo poder legislativo, exercido pela Câmara Municipal, representada pelos vereadores. Todos os representantes são eleitos pelo povo para mandato de quatro anos, mediante pleito direto e simultâneo realizado em todo o país.

### Poder Executivo
O Poder Executivo é responsável pela administração direta do município, implementação de políticas públicas, execução do orçamento e prestação de serviços essenciais à comunidade. Essas competências são exercidas desde 1.º de janeiro de 2021 pela prefeita Nélida Vasconcelos Miranda Cavalcante, do Republicanos, eleita em 2020 e reeleita em 2024 para administrar o município até 31 de dezembro de 2028. O vice-prefeito é Ivan Amorim Teixeira, do Progressistas.

### Poder Legislativo
O Poder Legislativo tem a função de elaborar leis municipais, fiscalizar as ações do Executivo, aprovar o orçamento e representar os interesses da sociedade. Em Barra do Ouro, as responsabilidades são delegadas a nove vereadores, sob a presidência de Ilário Araújo Guimarães, do Republicanos.

### Curiosidades
Nas eleições de 2016, seis candidatos disputaram a prefeitura do município. O pleito contou com 3 125 eleitores votantes, e a vencedora na ocasião (Lena) obteve 1 071 votos e venceu por apenas um voto de diferença da segunda colocada (Harielle Miranda), que obteve 1 070 votos. O fenômeno de vitória por um voto de diferença aconteceu em sete municípios brasileiros nas eleições municipais daquele ano.

## Economia
Os principais setores econômicos do município são o da agropecuária e o do serviços. O PIB de Barra do Ouro em 2021 foi de R$ 113 260 mil e o PIB per capita no mesmo ano foi calculado em R$ 24 237 – o 72º maior do estado e o 2 713º maior do Brasil.
Em 2022, o salário médio mensal foi de 1,4 salários mínimos e a proporção de pessoas ocupadas (384 trabalhadores) em relação à população total era de 8,58% (o 127º melhor índice no Tocantins e o 5 351º no país). Considerando domicílios com rendimentos mensais de até meio salário mínimo por pessoa, Barra do Ouro tinha 49,4% da população nessas condições (o 24º maior do estado e o 1 511º do Brasil).
O Índice de Desenvolvimento Humano (IDH) de Barra do Ouro é 0,603, conforme apurado em 2010 pelo Programa das Nações Unidas para o Desenvolvimento (PNUD).

### Agronegócio
Os principais produtos agrícolas do município são a soja, com produção em 2023 de 20 459 toneladas, o milho (3 766 toneladas) e a mandioca (2 100 toneladas), conforme apurado pelo IBGE. Na pecuária, destacam-se os rebanhos de bovinos, com 33 418 cabeças de aves (7 182 cabeças) no mesmo ano.
Em 2023 também houve produção relevante de leite de vaca (551 mil litros) e ovos de galinha (32 mil dúzias).

## Educação
A rede pública de Barra do Ouro em 2023 contabilizava 742 matrículas, 30 professores e cinco escolas no ensino fundamental; e 249 matrículas, 30 docentes e duas escolas no ensino médio. Em 2010, o município apresentou uma taxa de escolarização de 99,07% (para pessoas de 6 a 14 de anos de idade), o que é considerado o 72º melhor desempenho entre os municípios tocantinenses e o 2 790º melhor no país.

Em 2023, os alunos dos anos finais do Ensino Fundamental da rede pública tiveram nota de 3,9 no Índice de Desenvolvimento da Educação Básica (Ideb) – a 120ª melhor nota entre os municípios do estado e o 4 620º melhor desempenho entre as cidades brasileiras. No mesmo ano, não houve divulgação do indicador para os anos iniciais.